# Dendrelaphis philippinensis
Dendrelaphis philippinensis là một loài rắn trong họ Rắn nước. Loài này được Günther mô tả khoa học đầu tiên năm 1879.